# Liste des telenovelas et séries de Telefe

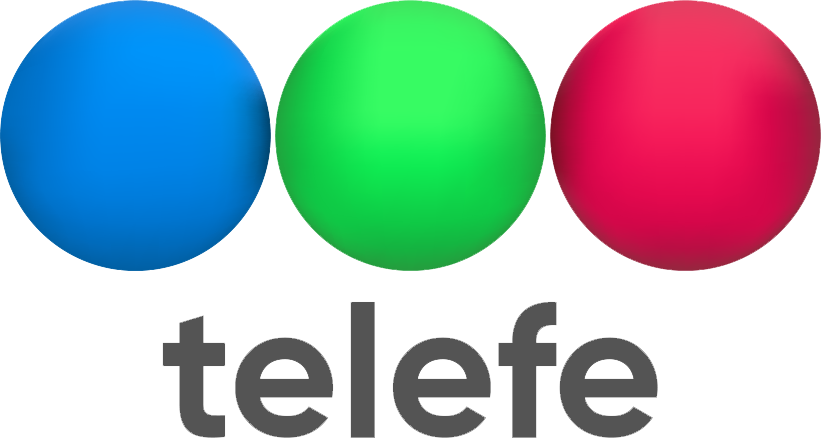
Logo de Telefe.

Cet article présente la liste des telenovelas et séries de Telefe par année de 1990 à aujourd'hui.

## Années 1990

### 1990
- Amándote II
- Amigos son los amigos
- Atreverse
- La pensión de la porota

### 1991
- ¡Grande, pa!
- El gordo y el flaco
- La familia Benvenuto
- Celeste

### 1992
- Brigada cola
- Amores
- Luces y sombras
- Destinos

### 1993
- Déjate querer
- Mi cuñado
- Buena Pata
- Celeste, siempre Celeste

### 1994
- Cara bonita
- Quereme
- Perla negra
- Un hermano es un hermano

### 1995
- Chiquititas
- Siversix
- ¡Piñata!

### 1996
- Mi familia es un dibujo
- Zíngara
- Amor sagrado
- Los especiales de Alejandro Doria

### 1997
- Cebollitas
- El arcángel
- Naranja y media
- Ojitos verdes
- Casa Blanca
- El Rafa
- Mía, solo mía
- El signo

### 1998
- Verano del 98
- Muñeca brava
- Fiscales

### 1999
- Cabecita
- Trillizos dijo la partera
- Buenos vecinos
- La mujer del presidente

## Années 2000

### 2000
- Luna salvaje
- Tiempo final
- Estación de noche

### 2001
- EnAmorArte
- Provócame
- Yago, pasión morena
- El hacker
- Poné a Francella
- 4 amigas

### 2002
- Franco Buenaventura, el profe
- Kachorra
- Máximo corazón
- Los simuladores
- Infieles
- 5 amigos

### 2003
- Resistiré
- Costumbres argentinas
- Tres padres solteros
- Disputas

### 2004
- Culpable de este amor
- Los Roldán
- La niñera
- Panadería "Los Felipe"
- Mosca & Smith
- El deseo
- Sangre fría
- Frecuencia 04
- Historias de sexo de gente común

### 2005
- Casados con hijos
- Amor en custodia
- Se dice amor
- Amor mío
- ¿Quién es el jefe?
- Ambiciones
- Conflictos en red
- Teikirisi
- Numeral 15

### 2006
- La ley del amor
- Montecristo
- Chiquititas sin fin
- Alma pirata
- Las aventuras del Doctor Miniatura
- Al límite
- Hermanos y detectives
- 100% Lucha

### 2007
- Hechizada
- Tango del último amor
- El Capo
- Casi ángeles
- Desapariciones
- Televisión por la identidad

### 2008
- Don Juan y su bella dama
- Vidas robadas
- Los exitosos Pells
- Bella y bestia
- Aquí no hay quien viva
- Algo habrán hecho por la historia argentina
- Una de dos

### 2009
- Herencia de amor
- Niní
- Botineras

## Années 2010

### 2010
- Sueña conmigo
- Secretos de amor
- Caín y Abel
- Lo que el tiempo nos dejó
- Todos contra Juan

### 2011
- El elegido
- Un año para recordar
- Cuando me sonreís
- El hombre de tu vida
- Supertorpe

### 2012
- Dulce amor
- Graduados
- Historias de corazón
- Mi amor, mi amor
- La pelu
- La dueña
- El donante
- Mi problema con las mujeres

### 2013
- Los vecinos en guerra
- Aliados
- Taxxi, amores cruzados
- Historia clínica
- Historias de diván
- Qitapenas
- Tu cara me suena

### 2014
- Somos familia
- Señores papis
- Viudas e hijos del rock and roll
- Camino al amor
- Los creadores
- La celebración
- Aislados

### 2015
- Entre caníbales
- Fronteras
- Historia de un clan

### 2016
- Educando a Nina
- La leona
- Primera cita
- Loco por vos
- Por amarte así
- La peluquería de don Mateo

### 2017
- Amar después de amar
- El regreso de Lucas
- La búsqueda de Laura
- Secretarias
- Fanny, la fan
- Para verte mejor
- Golpe al corazón
- Kally's MashUp

### 2018
- Sandro de América
- Cien días para enamorarse
- Rizhoma Hotel
- Pasado de Copas
- Morir de Amor

### 2019
- Campanas en la noche
- La otra cara de Rita
- Pequeña Victoria

## Années 2020

### 2020
- Los internacionales

### Sources
- (es) Cet article est partiellement ou en totalité issu de l’article de Wikipédia en espagnol intitulé « Anexo:Telefe » (voir la liste des auteurs).